# Midialogia
Midialogia é uma das habilitações do curso de Comunicação Social, seu escopo é o estudo dos meios de comunicação(mídias) e seus reflexos na sociedade e na cultura.

## A graduação em Midialogia
O curso de midialogia é uma das habilitações em comunicação social e nasceu para aprofundar conhecimentos em uma área que é estudada superficialmente nas graduações de Rádio e Televisão, Jornalismo e Publicidade e Propaganda. O curso, que foi criado em 2004, já tem a terceira posição no ranking dos mais concorridos (em termos de candidato por vaga, não em termos de pontuação) da Unicamp: Mais de 50 candidatos por vaga.
A mídia tem dois significados: pode ser conteúdo ou veículo de comunicação. O midiálogo aplica os dois conceitos usando a linguagem como método de transmissão de informação, levando em consideração os processos de significado e significação, estudados em semiologia.

### Perfil do profissional e a área de atuação
O profissional desta área é capaz de interligar os diferentes tipos de mídia (áudio, vídeo, fotografia...) e produzir um material que considere a sociedade em que está inserido, seus códigos, linguagens, histórias, teorias e condições técnicas. O mercado necessita desta carreira porque está em fase de crescimento, principalmente o cinema nacional, além das novas emissoras de rádio e tv. 
O profissional está apto a atuar em diversos segmentos da comunicação como:
- Vídeo;
- Cinema;
- Rádio;
- Fotografia;
- Multimídia;
- Web;
- Computação gráfica;
- Hipermídias;
- Produção, recepção e crítica destes produtos;
- Gestão de projetos em comunicação
Além de poder entrar na área de docência ou pesquisa. 
Atualmente, o profissional de midialogia é requisitado para atuar no marketing, principalmente com o crescimento das mídias sociais.